# What Every Woman Knows (film 1921)
What Every Woman Knows è un film muto del 1921 diretto da William C. de Mille.
Il soggetto è tratto dal lavoro teatrale What Every Woman Knows di J.M. Barrie, una commedia che è stata adattata altre volte per lo schermo.

## Produzione
Il film fu prodotto dalla Famous Players-Lasky Corporation.

## Distribuzione
Distribuito dalla Paramount Pictures e dalla Famous Players-Lasky Corporation, il film fu presentato in prima a New York il 12 marzo. Uscì nelle sale cinematografiche USA il 24 aprile 1921.

## Differenti versioni
- What Every Woman Knows film britannico diretto da Fred W. Durrant (1917)
- What Every Woman Knows  diretto da William C. de Mille (1921)
- What Every Woman Knows diretto da Gregory La Cava (1934)
- What Every Woman Knows film Tv del 1961